# Ernst-August Roloff (Historiker, 1926)
Ernst-August Roloff (* 28. Mai 1926 in Braunschweig; † 1. November 2017 ebenda) war ein deutscher Lehrer, Historiker und Politikwissenschaftler.

## Leben
Ernst-August Roloff war der Sohn des Braunschweigischen Landespolitikers und Hochschullehrers Ernst August Roloff. Während seiner Schulzeit am von ihm ab dem Jahr 1937 besuchten Wilhelm-Gymnasium brach der Zweite Weltkrieg aus und Roloff kam 1944 zum Reichsarbeitsdienst und anschließend zur Wehrmacht, in der er es noch vor Kriegsende als Luftwaffenhelfer bis zum Fahnenjunker-Unteroffizier gebracht hatte. Nach Kriegsende holte er sein Abitur durch Abendkurse nach und studierte von 1947 bis 1952 an der Technischen Universität Braunschweig und der Georg-August-Universität Göttingen Psychologie (Diplom-Prüfung 1952), Geschichte und Germanistik (Promotion 1951, Staatsexamen für das Höhere Lehramt 1952).
Roloff war von 1952 bis 1968 als Lehrer und Schulpsychologe am  Braunschweiger Gymnasium Raabeschule tätig. 1967 erhielt er einen Lehrauftrag an der Universität Göttingen, 1968 die Venia legendi für Politikwissenschaft, 1971 wurde er zum Wissenschaftlichen Rat und Professor ernannt. Von 1975 bis zu seiner Emeritierung 1992 war Roloff ordentlicher Professor für Didaktik der Sozialwissenschaften an der Universität Göttingen. Danach wohnte er wieder in Braunschweig und arbeitete erneut zu Themen der Neueren Geschichte Braunschweigs.
Roloff war ein profunder Kenner der Braunschweigischen Landesgeschichte, insbesondere der Spätzeit der Weimarer Republik bis zum Aufstieg der Nationalsozialisten im Freistaat Braunschweig. Im Laufe von 50 Jahren hat er mehrere Werke zum Thema veröffentlicht oder war als Herausgeber an ihnen beteiligt.
In seinem Buch 100 Jahre Bürgertum in Braunschweig. Band 1 schreibt er auch über die Jasperallee, auf der er als Kind mit seinen Eltern und ab 1992 nach seiner Emeritierung wohnte.

## Werke und Schriften
- Braunschweig und der Staat von Weimar. Politik, Wirtschaft und Gesellschaft 1918–1933. In: Braunschweiger Werkstücke. Veröffentlichungen aus Archiv, Bibliothek und Museum der Stadt, Band 31, Waisenhaus-Druckerei, Braunschweig 1964.
- Kaiser Barbarossa / Heinrich der Löwe. W. Fischer Verlag, Göttingen o. J. in der Reihe Fischer’s Jugendbücher.
- Kaiser Barbarossa. W. Fischer Verlag, Göttingen o. J. in der Reihe Deutsche Heldengestalten.
- Was ist und wie studiert man Politikwissenschaft? Mainz 1969.
- Exkommunisten. Abtrünnige des Weltkommunismus. Ihr Leben und ihr Bruch mit der Partei in Selbstdarstellungen. Mainz 1969 (Habilitationsschrift).
- Politische Bildung zwischen Ideologie und Wissenschaft. Beilage zur Wochenzeitung DAS PARLAMENT B 41/1971.
- Erziehung zur Politik. Göttingen (Band 1 Sozialwissenschaftliche Grundlagen. 1972; Band 2 Didaktische Beispielanalysen für die Sekundarstufe I. 1974; Band 3 Didaktische Beispielanalysen für die Sekundarstufe II und Erwachsenenbildung. 1979)
- Psychologie der Politik. Eine Einführung. Stuttgart 1976.
- Schule in der Demokratie, Demokratie in der Schule? (Herausgeber) Metzler, Stuttgart 1979.
- Bürgertum und Nationalsozialismus 1930–1933. Braunschweigs Weg ins Dritte Reich. Hannover 1961, 2. Auflage, Magni-Buchladen, Braunschweig 1980, ISBN 3-922571-04-2.
- Bürgertum und Nationalsozialismus in Braunschweig. In: Braunschweig unterm Hakenkreuz. Bürgertum, Justiz und Kirche – Eine Vortragsreihe und ihr Echo. Hrsg.: Helmut Kramer, Magni-Buchladen GmbH, Braunschweig 1981, ISBN 3-922571-03-4, Seite 13–28.
- 100 Jahre Bürgertum in Braunschweig. Band 1: Von der Jasperallee zur Kaiser-Wilhelm-Straße. Verlag Hans Oeding, Braunschweig 1985, ISBN 3-87597-009-3 DNB 870743678.
- 100 Jahre Bürgertum in Braunschweig. Band 2: Tradition und Wandel. Lebensgeschichten aus einem bürgerlichen Wohnquartier. Verlag Hans Oeding, Braunschweig 1987, ISBN 3-87597-010-1.
- „Kristallnacht“ und Antisemitismus im Braunschweiger Land. Drei Vorträge im November 1988 von Ernst-August Roloff, Bernhild Vögel, Dietrich Kuessner, herausgegeben vom Freundeskreis der Braunschweiger Kirchen- und Sozialgeschichte, Braunschweig 1988.
- Erinnern – Trauern – Verdrängen? In: Stadtarchiv und Öffentliche Bücherei Braunschweig. Kleine Schriften. Nr. 33, Braunschweig 1998.
- Der Löwe unterm Hakenkreuz. Herausgeber zusammen mit Reinhard Bein, MatrixMedia Verlag, Göttingen 2010, ISBN 978-3-932313-36-3.